# ライン・フリードリヒ・ヴィルヘルム大学ボン
ライン・フリードリヒ・ヴィルヘルム大学ボン（ドイツ語: Universität Bonn）は、ドイツのボンにある国立大学。通称はボン大学。
ドイツの大学研究費配分制度エクセレンス・イニシアティブの最新版（2019年以降）において、11のエリート大学（Exzellenzuniversitäten）の1つに指定されている。

## 概要
ボン大学はドイツ連邦共和国ノルトラインヴェストファーレン州ボンに位置する。国家の三権を有する連邦州が運営する国立大学である。35,000人の学生と4479人の教員を擁する（2020年時点）。THE世界大学ランキングにおいて第89位にランクインしている（2022年10月時点）。

## 歴史
1777年、大学の前身「Kurkölnische Akademie Bonn（ケルン選帝侯アカデミー・ボン）」がベートーヴェンのパトロンのケルン選帝侯マクシミリアン・フリードリヒにより創立された。伝統的なケルン大学と対照的に、啓蒙主義的な学術機関で、例えば、国家財政に関する講義は当時のラインラントの生活経済状況に対応するものだった。1784年、神聖ローマ帝国皇帝のヨーゼフ2世は修士号、博士号を授与する権利を与え、大学化した。1815年、ナポレオン戦争後のウィーン会議でラインラントがプロイセン王国領となった。プロイセン王国の政治は宗教的中立を守ったため、カトリックのケルン大学やプロテスタントのデュイスブルク大学とは別の大学を設置する必要があった。1818年、プロイセン王のフリードリヒ・ヴィルヘルム3世はこの大学をライン州の大学「Rhein-Universität（ライン大学）」と位置付けた。1840年、プロイセン王のフリードリヒ・ヴィルヘルム4世はこの大学を「Rheinische Friedrich-Wilhelms-Universität（ライン・フリードリヒ・ヴィルヘルム大学）」と名付けた。
1918年のヴァイマル共和政設立以降、また、1949年のドイツ連邦共和国設立以降も、自然科学、人文科学を中心とした大学として国際的評価を得ている。

## 国際的評価
英国THE世界大学ランキング（タイムズ・ハイアー・エデュケーション）世界第89位（2023年版、2022年10月発表）
上海世界大学学術ランキング（上海交通大学）世界第76位

## 協定大学
主な協定大学：オックスフォード大学、ワシントン州立大学、カリフォルニア大学、北京大学、上海交通大学、香港大学等
日本では東京大学、筑波大学、早稲田大学、慶応大学、上智大学、立教大学と協定関係にある。東京農工大学は研究拠点の一つがボン大学内にある

## 学部
以下の7つの学部を擁する。

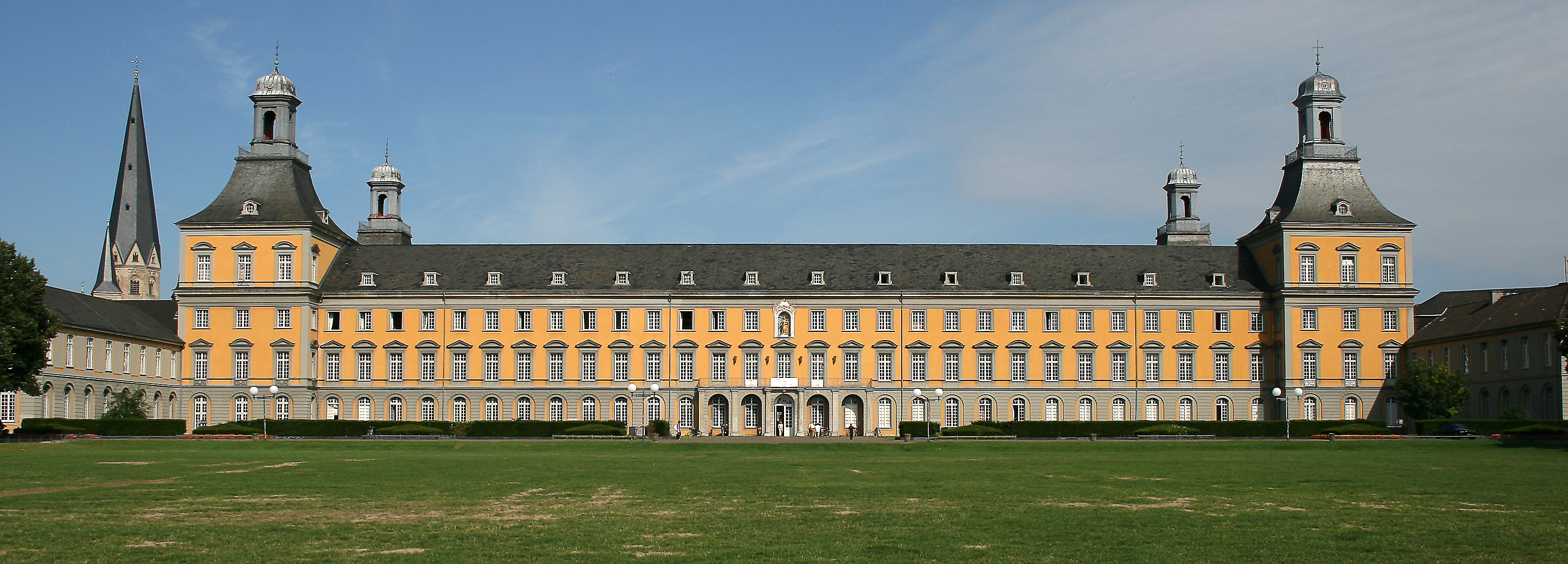
ボン大学講堂「選帝侯宮殿(Kurfürstliches Schloss)」

- Katholisch-Theologische Fakultät（カトリック神学部）
- Evangelisch-Theologische Fakultät（福音主義神学部）
- Rechts- und Staatswissenschaftliche Fakultät（法学・国家学部）
- Medizinische Fakultät（医学部）
- Philosophische Fakultät（哲学部）
- Mathematisch-Naturwissenschaftliche Fakultät（数学・自然科学部）
- Landwirtschaftliche Fakultät（農学部）

## 研究科

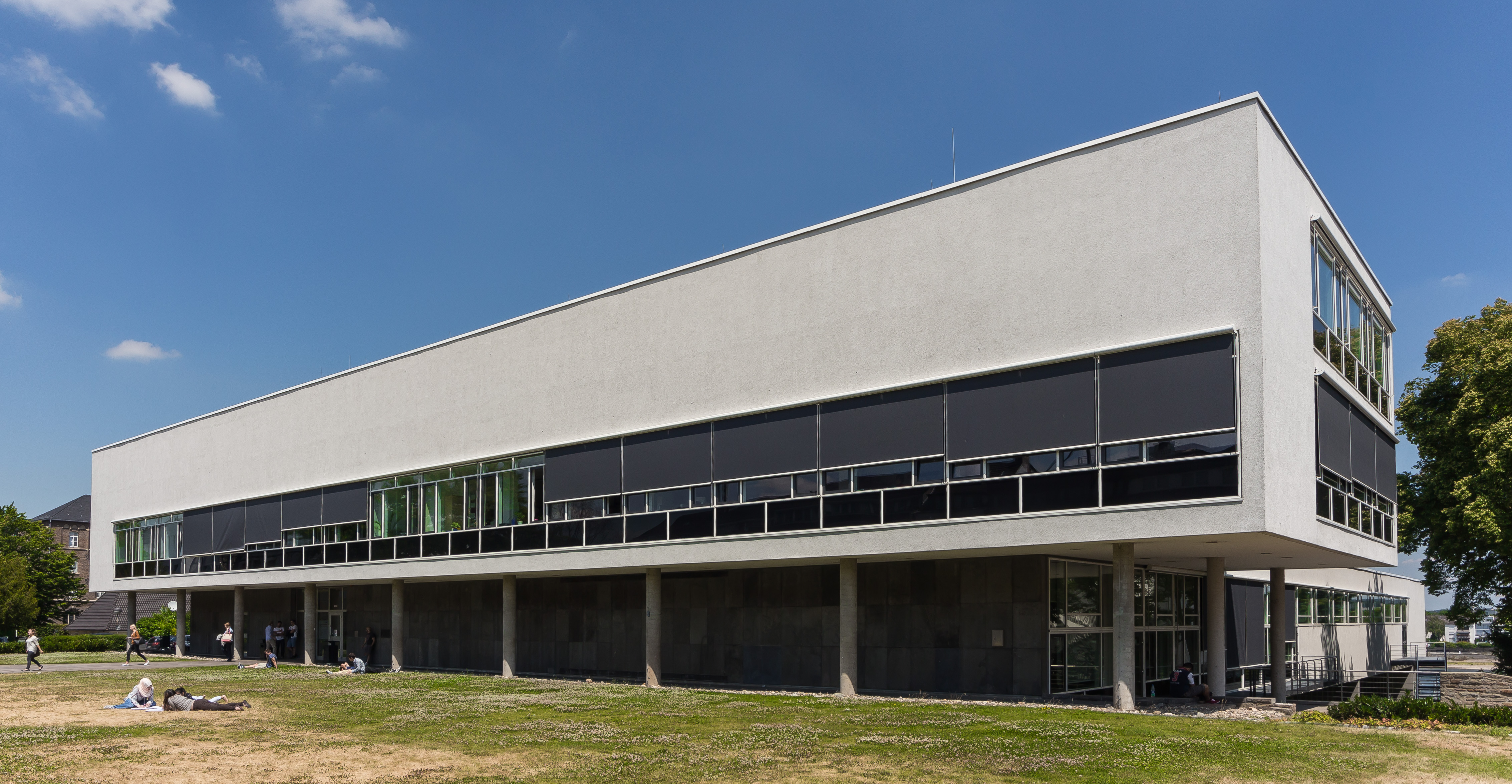
ボン大学図書館

全ての研究科に修士号、博士号取得プログラムがあり、プロジェクトテーマが随時提供されている。また、留学奨励制度「エラスムス・ムンドゥス」のある研究科も多い。

## 著名な学生
- コンラート・アデナウアー　ドイツ連邦共和国初代首相
- ハインリヒ・ハイネ　詩人
- カール・マルクス　哲学者
- フリードリッヒ・ニーチェ　哲学者
- ルートヴィヒ・ヴァン・ベートーヴェン　作曲家
- ヴィルヘルム2世　ドイツ帝国皇帝
- マックス・ブルッフ　作曲家
- ハンス・クナッパーツブッシュ　指揮者
- マルクス・ガブリエル　哲学者
- マキシム・コンツェビッチ　数学者
- ウリケ・シェーデ　経済学者
- ユストゥス・フォン・リービッヒ　化学者

## 著名な研究者
- マルクス・ガブリエル（哲学）
- アウグスト・ヴィルヘルム・シュレーゲル（文学）
- エルンスト・モーリッツ・アルント（歴史学）
- フリードリヒ・ヴィルヘルム・アルゲランダー（天文学）
- カール・バルト（神学）
- ベネディクト16世（神学、元ローマ教皇）
- ハインリヒ・ヘルツ（物理学・音響工学）
- ヨーゼフ・シュンペーター（経済学）
- フリードリヒ・ケクレ（化学）
- ヘルマン・フローン（地理学・気候学[6]）
- ピーター・ショルツ（数学）
- ハンス・ヴェルツェル（法学）
- 藤原静雄（法学）

### ノーベル賞受賞者
- オットー・ヴァラッハ（化学、1910年）
- ヴォルフガング・パウル（物理学、1989年）
- ラインハルト・ゼルテン（経済学、1994年）
- ハラルド・ツア・ハウゼン（生理学・医学、2008年）

## 卒業生・留学生
- 岡室博之（経済学）
- 赤城毅（西洋史学）
- 平場安治（法学）
- 福田平（法学）
- マイケル・アマコスト（法学）
- サブリ・キチマリ（政治哲学）
- ホセ・ヨンパルト（法学）
- 西園寺八郎【貴族院議員】【西園寺公望】の長男。
- コンラート・アデナウアー 西ドイツ初代連邦首相